# Scolelepis squamatus
Scolelepis squamatus är en ringmaskart som först beskrevs av Müller 1789.  Scolelepis squamatus ingår i släktet Scolelepis och familjen Spionidae.
Artens utbredningsområde är havet utanför Belgien. Inga underarter finns listade i Catalogue of Life.